# 미찌꼬 (드라마)
《미찌꼬》는 MBC에서 1999년 8월 13일에 방영된 8.15 특집 드라마이다. 이범선 원작 《검은 해협》을 각색한 작품으로, 광복을 전후한 시기에 유부남인 한국인 남자와 일본인 처녀의 이루어질 수 없는 사랑을 그렸다.

## 줄거리
청천강변의 원산리에 내려와 지내는 한동욱과 청천강 영변읍에 거주하고 있는 일본 우체국장의 딸 미찌꼬는 처음 만난 날부터 관심을 갖게 되고 사랑하게 된다. 미찌꼬는 한동욱이 유부남에 한국인인 걸 알면서도 해방 전 역사의 격변 현장에서 사랑에 빠지고, 이후 광복 30년 후에 일본에서 재회하게 된다.

## 등장 인물
- 감우성 : 한동욱 역
- 이자영 : 미찌꼬 역
- 김혜선 : 동욱의 아내
- 윤태영
- 홍은희
- 최성국
- 임종국
- 최병학
- 신귀식
- 한규희
- 원미원
- 박종관
- 정재순
- 박영지
- 차윤회
- 이경순
- 최재호
- 최영재
- 윤용현
- 정재곤
- 김구택
- 이은주
- 구혜진
- 박정숙
- 서은경